# Puèglunan
Puèg-Lunan (en francès Pech-Luna) és un municipi francès situat al departament de l'Aude i a la regió d'Occitània. L'1 de gener del 2022 tenia 76 habitants.